# Deshielo

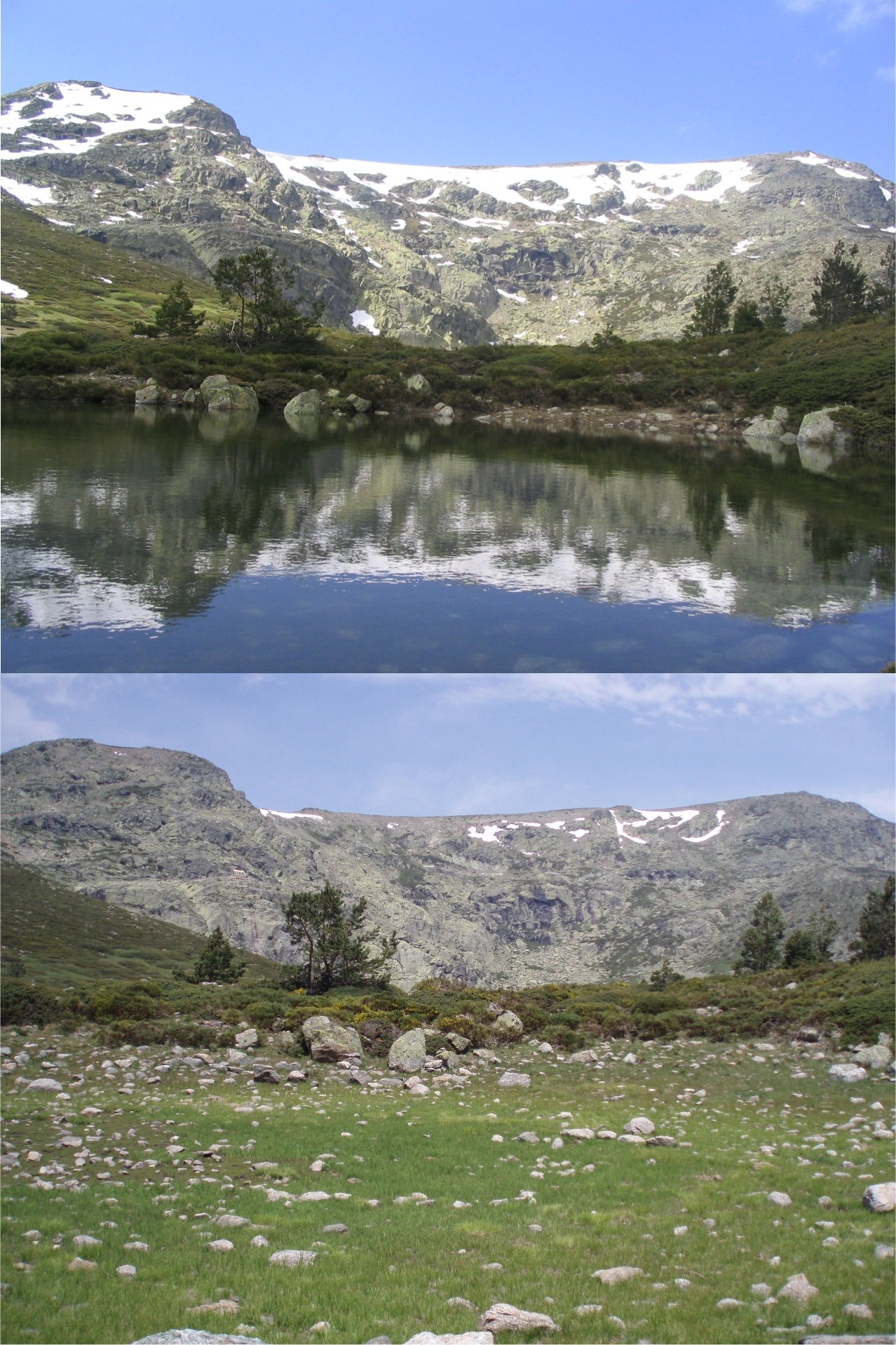
Ejemplo de deshielo primaveral en el circo de Peñalara (España). La imagen superior es del 30 de abril y la inferior del 9 de junio.

El deshielo es la fusión de las nieves y de los heleros como consecuencia del aumento de las temperaturas en la primavera. En la primavera el deshielo libera enormes volúmenes de agua congelada durante el invierno; crece así el caudal de los ríos, finalmente hasta provocar inundaciones, sobre todo si llueve en la cuenca hidrográfica del río. En las regiones muy frías el proceso se agrava por la fragmentación de la capa de hielo que cubre los lagos y los cursos de agua. Los témpanos pueden amontonarse hasta el extremo de formar una barrera que al romperse da lugar a una onda destructora. A veces la fusión de los témpanos se efectúa prematuramente en el curso superior de un río, lo cual contribuye a las crecidas del nivel del agua. El deshielo muchas veces es causa del cambio climático y puede causar consecuencias para nuestro planeta. Puede causar inundaciones y muertes en zonas de costa.
Las causas que están provocando el deshielo parten de un punto en concreto: las actividades antrópicas o humanas. Pues a causa de ellas comienza un desgaste de la capa de ozono, lo que lleva a un aumento de la radiación ultravioleta y por consiguiente el calentamiento global (incremento en el tiempo de la temperatura media de la atmósfera terrestre y los océanos).
Por otro lado, desde la actividad humana también se parte desde otro punto, pues la deforestación, los combustibles fósiles, el transporte y las actividades industriales también son causas del deshielo, ya que esto lo que produce es un incremento en los gases de efecto invernadero (vapor de agua <H₂O>; dióxido de carbono <CO₂>; metano <CH4> óxido de nitrógeno <NOₓ> ozono <O₃> y cloroflurocarburos), que nos llevan a un aumento de la temperatura.
- Datos: Q1368357